# Liebenzeller Gemeinschaftsverband
Der Liebenzeller Gemeinschaftsverband e. V. (LGV) ist ein Verband mit Verbindung zu Evangelischen Kirchen in Süddeutschland. Seine Rechtsform ist die eines gemeinnützigen eingetragenen Vereins und einer Förderstiftung.

## Geschichte
Der LGV wurde am 28. September 1933 durch Heinrich Coerper als Arbeitsbereich der Liebenzeller Mission gegründet. Seine juristische Verselbständigung erfolgte während der Amtszeit des Inspektors Alfred Gajan (1973 bis 1996) im November 1991. Der Verband arbeitete anfangs in Württemberg, Baden und Bayern. Mit dem Aufbau wurde Wilhelm Heinsen beauftragt und als Leiter berufen, der dieses Amt innehatte, bis er 1948 durch Pfarrer Paul Achenbach abgelöst wurde.
Der Gemeinschaftsverband ist dem evangelischen, pietistischen und evangelikalen Spektrum zuzuordnen. Er ist einer der größten christlichen Gemeinschaftsverbände in Deutschland, er weiß sich den evangelischen Landeskirchen verbunden, in deren Gebiet seine Gemeinden bestehen, und gehört dem Evangelischen Gnadauer Gemeinschaftsverband (Gemeinschaftsbewegung) an. Außerdem ist der Verband Mitglied im Diakonischen Werk Württemberg und bis heute eng mit der Liebenzeller Mission und dem Süddeutschen Gemeinschaftsverband verbunden.

## Verbreitungsgebiet
Der LGV ist in 47 Gemeindebezirke mit rund 220 Orten in Baden-Württemberg, Bayern, Rheinland-Pfalz und Hessen gegliedert. Die Geschäftsstelle befindet sich in Bad Liebenzell. Seine rund 130 Gemeinschaftspastoren, Gemeindediakonen und Jugendpastoren, sowie zahlreiche ehrenamtliche Mitarbeiter, gestalten die Gemeindearbeit vor Ort. Der LGV erreicht mit seinen Verbandsveranstaltungen und vor Ort über 19.000 Erwachsene, Jugendliche und Kinder.

## Arbeitsbereiche
Neben der regionalen Arbeit werden überregionale Initiativen organisiert:

### Arbeitskreis Frauen
Er erarbeitet Angebote für Frauen im Liebenzeller Gemeinschaftsverband wie den überregionalen Frauentag in Bad Liebenzell und bietet regionale Schulungen an. Vorsitzende des Frauenarbeitskreises ist Alisa Ott.

### Arbeitskreis Israel (aki)
Eine Verbands-Initiative, die mit Projekten Sozial-diakonische Arbeit unter dem jüdischen Volk in Israel und in der Diaspora unterstützt, sowie Israel-Reisen organisiert. Ziel der seit 1997 jährlich stattfindenden Süddeutschen Israelkonferenz ist, unter Christen das Bewusstsein für die heilsgeschichtliche Bedeutung Israels zu schaffen und die Förderer der Projekte zu informieren. Karl-Heinz Geppert war Gründer und bis 2021 Leiter des Arbeitskreises. Sein Nachfolger ist Holger Totzeck, der hauptamtlich tätig ist. Andreas Schlegel ist ehrenamtlicher Vorsitzender des Arbeitskreises Israel.

### Arbeitskreis ISBB-Seelsorge
Diese Verbands-Initiative betreibt eine Seelsorge-Beratungsstelle mit einem Beraterteam in Calw-Hirsau. Es wird eine Ausbildung zum/zur „Begleitenden SeelsorgerIn“ angeboten. Fachtagungen wie der Seelsorge-Impulstag und Seminare zu den Themen „Ehe und Familie“ sowie zu „Krisen und Konfliktbewältigung“ sollen helfen, die seelsorgerliche Fachkompetenz zu erweitern. Der Arbeitskreis betreibt die Internetplattform „Seelsorgenetz.org“. Hier können Seelsorger, Berater, Mediatoren, Coaches, Therapeuten, Psychotherapeuten und Fachärzte recherchiert werden, die seelsorgerlich, beratend und therapeutisch tätig sind. Gebhard Weik ist Leitender Seelsorger der ISBB.

### Liebenzeller Diakoniewerk
Der Liebenzeller Diakoniewerk e. V. koordiniert seit 2023 die sozialdiakonische Arbeit des Verbands, ist überregional tätig und bietet an Standorten in Baden-Württemberg und Bayern ambulante und teilstationäre Unterstützungsangebote im Bereich der Kinder- und Jugendhilfe (SGB VIII) sowie der Eingliederungshilfe (SGB IX) an. Der Verein ist Mitglied im Diakonischen Werk Baden.

## Leitung
Seit 2022 ist Martin Siehler Vorsitzender des Liebenzeller Gemeinschaftsverbandes. Geschäftsführerin ist Lydia Scheuvens, Michael Piertzik Leiter Personal sowie stellvertretender Vorsitzender und Thomas Ritter seit 2024 Leiter der Gemeinde-/Gemeinschaftsarbeit.

## Periodika
- Augenblick mal: die Zeitschrift mit den guten Nachrichten, missionarisches Verteilheft, herausgegeben in Zusammenarbeit mit dem Süddeutschen Gemeinschaftsverband und dem Brunnen Verlag (Gießen), erscheint monatlich (bis 1993 Friedenslicht) ISSN 2190-0612.
- gemeinsam.glauben.leben, das Magazin für Gemeinschaften und Gemeinden mit Bibelarbeiten und Beiträgen zur Lebenshilfe, erscheint zweimonatlich, (bis 1968 Liebenzeller Gemeinschaftsbote, 1969 bis Dezember 2010 Durchblick & Dienst) DNB 1009287001.
- Single-M@il, Zeitschrift für Singles, erscheint dreimal pro Jahr.